# Nurmagomed Sjanavazov
Nurmagomed Sjanavazov, född den 19 februari 1965, är en sovjetisk boxare som tog OS-silver i lätt tungviktsboxning 1988 i Seoul. I finalen förlorade han med 0-5 mot amerikanen Andrew Maynard.